# قائمة الأفلام المصرية سنة 1958
هذه قائمة بالأفلام المصرية لسنة 1958 مرتبة أبجديا

## 1958
- أبو حديد
- امرأة في الطريق
- أيامي السعيدة
- الهاربة
- باب الحديد
- جميلة
- حبيب حياتي
- خالد بن الوليد
- سواق نص الليل
- سلطان
- ماليش غيرك
- حتى نلتقي
- إسماعيل يس بوليس حربي
- الأخ الكبير
- الزوجة العذراء
- الطريق المسدود
- سيدة القصر
- شارع الحب
- شاطئ الأسرار
- المعلمة
- هذا هو الحب